# Torborg Nedreaas
Torborg Nedreaas född 13 november 1906 i Bergen, död 30 juni 1987, var en norsk författare som debuterade med novellsamlingen Bak skapet står øksen 1945. De flesta av novellerna i samlingen hämtar sitt motiv från händelser under andra världskriget. De är likväl inte krigslitteratur i vanlig mening, men berättar om situationer kriget skapade för människor som inte var direkt involverade i krigshandlingar, men som likväl betalade ett högt pris för att de levde i ett ockuperat land.

## Biografi
Torborg Nedreaas föddes i Bergen. Under kriget och fram till 1947 bodde hon på Leirvik i Hordaland. Då flyttade hon till Nesodden i Akershus. Hon var egentligen utbildad musiklärare, men skrev en rad romaner, noveller, radioteater och stycken för teveteatern. Flera av hennes böcker har miljö- och naturskildringar från Leirvik, där hon tillbringade flera somrar under barndomen. Klasskillnader och fattigdom är ett centralt tema i hela hennes författarskap.
Hennes författarskap blev belönat med flera priser, och 1972 blev hon nominerad till Nordiska rådets litteraturpris.
Hon var tydligt präglad av andra världskriget och dess följder för de norska invånarna. Nedreaas var en radikal kommunist och en framträdande NATO-motståndare. Detta kommer klart fram i De varme hendene. Boken skildrar ett Norge med amerikanska militärbaser och förtryck av vänsterorienterade.
Hon är översatt tillett tjugotal språk. På svenska finns Månen ger icke liv (översättning Ingrid Påhlman, Fritze, 1948)

## Priser och utmärkelser
- Kritikerpriset 1950
- Doblougska priset 1964
- Den norska akademiens pris 1986